# Kína Virágai
A Kína Virágai (中国之花, pinjin átírással: zhong guo zhi hua) Magyarország első, élő kínai-magyar kulturális művészeti rádióműsora, melyet a Kínai Kulturális és Művészeti Központ hozott létre. A rádióműsor 2007-ben IV. évadjába lépett.
Főműsoridőben, minden hétfőn 19:00 – 20:00-ig hallható az FM 98,0 MHz-en, a Civil Rádió budapesti stúdiójából. A kínai kolónia mindennapi életének, valamint a hagyományos kínai művészetek és kultúra bemutatásán át a műsorkészítők arra törekednek, hogy alapot nyújtsanak a kínai és magyar felek, hallgatók közti hatékony együttműködésre. Kiemelt figyelmet szentelnek az objektív tájékoztatásra, a rádiózást – mint a kommunikáció hatékony eszközét - használják annak érdekében, hogy a Kína Virágai műsorokkal segítsék a megismerést és megismertetést, a baráti kapcsolatok kialakulását. Külön, önálló, egész estés műsorokban dolgozzák fel a régi és a mai Kína irodalmát és történelmét, a vallásokat és világszemléletet, a kínai teakultúrát, festészetet és kalligráfia művészetét, a hagyományos és modern harcművészeteket, a kínai zenét és egy sor fontos, meghatározó művészeti ágat. A Kína Virágai élő rádióműsorok vendégei magyar és kínai vezetők, az e kapcsolatokat markánsan meghatározó prominens személyek, tanítók, tanárok és mesterek – a gongfu és a művészetek területeinek kiváló képviselői. Beszámolnak a Kínában történt aktuális eseményekről is, sajátos információval szolgálva a gazdaság területén dolgozó magyaroknak. Az online internetes hírküldő szolgáltatás a https://web.archive.org/web/20160304211238/http://news.kinainfo.hu/ címen, ingyenesen érhető el: bárki küldhet hírt és információkat a szerkesztőségbe – amely a Kína Magazinban kínai és magyar nyelven is hallható.

## Célkitűzések, a tartalom
A kínai művészet és a kulturális sokszínűség bemutatása
- Tájékoztatás (sport, kultúra, turizmus, közvetetten: gazdasági élet)
- Többletinformációk a kínai kultúra és művészetek témaköreiből
- Lehetőség a bemutatkozásra minden kulturális szervezetnek
- Valós hírek és érdekességek Kínáról, Kínából – közvetett módon hozzájárulva a gazdasági élet fellendüléséhez
- Kínai kolónia mindennapi életének bemutatása

A magyar kultúra közvetítése, a magyarság bemutatása a hazánkban élő, vagy a hazánkba látogató kínaiak számára
- Kínai nyelvű műsorblokkok a magyar színházak, intézmények előadásairól, egyéb társadalmi események ismertetése
- Népművészet bemutatása

A kialakult kínai – magyar kapcsolatok elmélyítése, megerősítése
- Hírmagazinban a kulturális és társadalmi hírek gazdasági szempontból történő bemutatása
- Közvetett módon a gazdasági élet bemutatása

## Alapadatok
- Első adás: 2004. március 17.
- Adásnapok és idő: minden héten hétfőn 19:00 – 20:00ig (egy óra – folyamatos)
- Frekvencia: FM98.0Mhz

Civil Rádió adatai:
- Műsorszolgáltatási jogosultság: ORTT 188/2000. (II.23) sz. határozata
- Rádióengedély: 1255-2/2001
- Adószám: 18048023-2-41
- Bank forintszámla: OTP I. kerületi Fiók 1013 Budapest Alagút u. 3.
- Számlaszám: 11701004-20147734
- Az Alapítvány és a rádióstúdió címe: 1011 Budapest Corvin tér 8.
- E-mail cím: civilradio@civilradio.hu
- Honlap: www.civilradio.hu
- A rádió elnöke: Péterfi Ferenc
- Főszerkesztő: Berek Péter
- Stúdióvezető-ügyvezető: Pákay Viktória
- Hírszerkesztő: Avedikian Viktória
- Műszaki vezető: Magyar Ádám

Kína Virágai Stábot a Kínai Kulturális és Művészeti Központ Vezetősége delegálja, a műsorok főszerkesztője a mindenkori elnök.
- Hivatalos honlap: https://web.archive.org/web/20180622070730/http://www.kinainfo.hu/ hírküldés: https://web.archive.org/web/20160304212432/http://radio.kinainfo.hu/
- Telefon: +3630 337 8240
- Adástelefon: 489-0999 (az adás alatt élőben),
- SMS szám: 06-30-228-9800 (az adás alatt élőben)

## A Kínai Virágai élő rádióműsor műfaja
A Kínai Kulturális és Művészeti Központ tagsága felismerte, hogy a kínai kulturális örökség világunk múltjának és jelenének pótolhatatlan, egyedi és meg nem újítható forrása, az egyetemes kultúra elválaszthatatlan összetevője. A kínai kulturális örökség a kínai nemzet egészének közös szellemi értékeit hordozza, megismerése, megismertetése a Kínai Kulturális és Művészeti Központ célja, melyet hivatásának tekint. Mindennapos tevékenységeivel közvetetten (tagozatai segítségével közvetlenül is) hozzájárul a kínai kultúra tisztább és mélyebb képviseletéhez, és így a két ország (Magyar Köztársaság és a Kínai Népköztársaság) baráti kapcsolatának erősítéséhez. A kulturális csere folyamatos élénkítésével lehetőségeket teremt az egyes kulturális vonatkozások valós bemutatására. Abból a célból, hogy a kínai történelem során felhalmozott kulturális örökség feltárásának, feldolgozásának, megóvásának, védelmének, fenntartható használatának és közkinccsé tételének lehetőségeit saját keretein belül megteremtse: folyamatosan szerkeszti és vezeti le rádióműsorait.
Politikai pártoktól, helyi politikai-hatalmi központoktól, állami szervektől és gazdasági érdekcsoportoktól független, kulturális tényfeltáró műsor.
Részlet a Civil Rádió Kiskátéjából: „…A Civil Rádió adásaiban lehetőleg nem a szokványos témákat dolgozza fel, hanem - sajátos profilja kapcsán - főként olyanokat, amelyek a tömegkommunikáció többi műhelyéből kimaradnak. Ha mégis hasonló témához nyúlunk, akkor azt más megvilágításban, más módszerrel, más hangsúlyokkal interpretáljuk. Minthogy a mi adottságaink a többi rádiótól jelentősen eltérnek; a saját lehetőségeinkre, erősségeinkre építve alakítsuk a saját rádiónkat, annak arculatát - ez ma is az egyik legfontosabb törekvésünk…”
A Kína Virágai műsor…
- egy művészeti és kulturális műsor, amely sem politikai, sem üzleti csoportok befolyása alatt nem áll, főként kínai (és magyar) kultúrköröket kívánja bemutatni kínai tagjai és kínai művészek, vezetők aktív bevonásával – első kézből;
- a polgárias magatartást, az önszerveződést, a társadalmi részvételt, a szolidaritást, a szociális érzékenységet, a környezet iránti felelősséget helyezi előtérbe;
- főként lokális (fővárosi, városrészi), de kínai társadalmi események tekintetében országos, illetve nemzetközi ügyekkel, témákkal foglalkozik, szívesen vállalja a magyarországi kínai kolónia mindennapi életének bemutatását;
- a műsorok készítésébe önkéntesek is bekapcsolódhatnak. A rádióműsorokkal kapcsolatos központi bevételeket a Kínai Kulturális és Művészeti Központ nonprofit módon – a fenntartására, fejlesztésére fordítja;
- a műsorok szerkesztésével kapcsolatos fontosabb döntéseit demokratikusan hozza meg, azt a Művészeti Központ mindenkori elnöke (a műsorok főszerkesztője, művészeti vezetője) hagyja jóvá;
- nem feltétlen mindenkihez akar szólni – de alaptörekvése, hogy a kínai kultúra és a művészetek világát érthető nyelven, egyre szélesebb körben megismertethesse;
- partnernek tekinti a hallgatót és a riportalanyokat is, kapcsolatainak lényege a kölcsönös tiszteleten alapuló közvetlen információcsere;
- hangneme nem kioktató, nem akar állandóan okosnak látszani, kerüli a heroikus és patetikus jelzőket, személyes - de nem negédes - hangvételű;
- a hallgatót a rádióműsorok részesének tekinti, a szerkesztés munkájába bármikor bekapcsolódhatnak (ha elfogadják a legalapvetőbb működési kereteinket, feltételeinket);
- kerüli a látványos show-elemeket, a behízelgő, simulékony hangnemet;
- közvetlen, személyes, közérthető

## Együttműködések, partnerek
A Kína Virágai élő rádióműsorok témáját tekintve egyedülálló Magyarországon. Nem csak hazai, hanem nemzetközi, kínai partnerek is segítik működését. A Stáb folyamatosan keresi a kapcsolatot mindazokkal, akik hasonlóan, vagy akár másképp gondolkodnak.

## Adásszerkezet
A Kína Virágai műsor állandósult szerkezetben, azonban felépítésében változó, színes, szüntelen megújuló tematikában hallható, amely egy rendszeres-, a hallgatók számára kiszámítható adásszerkezet keretét jelentik. Minden műsor egy alaptémára épül, amely téma köré csoportosítva jelentkeznek az egyes blokkok. Az adás két részre oszlik, de a részek nem különülnek el egymástól. A közérdeklődésnek megfelelően műsorok tartalma és az alaptémák változnak, amelyeket Szerkesztői Esten fogad el a Kína Virágai Stábja

### Alaptémák
- Délkelet-ázsiai szemléletek bemutatása, filozófia
- Buddhizmus
- Taoizmus
- Dinasztiák
- Szokások és kultuszok, a családeszmény
- Tanítások, tanítók és tanulók a régi-, és a mai Kínában

Harcművészetek
- Lágy irányzatok
- Kemény irányzatok
- Iskolák és klubok bemutatása egyes stílusokon keresztül
- Mesterek, életrajzok, tanítások

Kínai hagyományos művészetek
- Képzőművészet
- Zene, zenekultúra
- Építészet
- Kínai konyha
- Kínai teakultúra
- Kalligráfia
- Kínai történelem, irodalom

### Műsorok felépítése
Első rész (30p)
Beköszöntő (5p)
- A műsor témáját megalapozó legfontosabb információk és érdekességek röviden
- Tartalomjegyzék
- A vendég bemutatása, felvezetés

Élő interjú (20p)
- Portré vagy kerek-asztal beszélgetés, illetve más elmélyültebb - de verbális – műsorrész
- Bejátszások, zenei blokkok hallhatóak

Második rész (30p)
Kína Magazin (10p)
A magazin kínai nyelven a magyar érdekességekről, magyarul pedig a kínai hírekről szól, az alábbi bontásban:
- Hírek és érdekességek – hírügynökségektől kapott kulturális és művészeti (vagy társadalmi) hírek és érdekességek. Több rövid téma, hír, riport, rovat szerepel - tehát a műsor legpergőbb, legdinamikusabb műsorrésze
- Programajánló (kifejezetten a kínai társadalmi, vagy a kínai / délkelet-ázsiai kulturális programok ismertetése – röviden)
- CRI blokk (bejátszások – konzervek – a Kínai Nemzetközi Rádiótól)

Művészetről (15p)
- Vonatkozó művészeteket összefoglalóan mutatjuk be, amelyekhez régi-, eredeti felvételeket is felhasználunk

Búcsúzás (5p)
- Az adás összefoglalása
- Rövid beszélgetés a vendégekkel – elérhetőségek,
- Programajánló
- Következő műsor témája

Fontos szempont, hogy a műsorokban nem folyamatos zenei összeállítások hangzanak el, egy, legfeljebb két zeneszám választja el egymástól a fent taglalt részeket illetve "beszélős" blokkokat.

### Technikai szerkezet
„A” Zenei műsorok
- 70% zene – előtérben van
- 30% beszéd, amely az egyes zeneblokkokat közi össze, felvezetésekként

„B” Dokumentum műsorok
- 55% zene – a blokkokat elválasztó szerepe van
- 45% beszéd, riportok – egy-egy téma valós bemutatásához

„C” Riportműsorok
- 30% zene – kis „szünet”, vagy a beszélgetés egyes részeit választja el
- 70% beszéd, riportok – főként a riportalany (vendég) életét, munkásságát és a kultúrához, művészethez fűződő kapcsolatát mutatjuk be.

### Hírszerkesztés és hírblokkok
Dr. Hermann József gondolatai alapján. Magyar Rádió Hírszerkesztőségének felelős szerkesztője, a politikai tudományok egyetemi doktora. A Marx Károly Közgazdaságtudományi Egyetem Nemzetközi Kapcsolatok Szakán végzett. 1973-tól 17 éven át politikatörténetet és politikaelméletet tanított a Budapesti Műszaki Egyetemen. 1971-től a Magyar Rádió külső, 1987-től főállású munkatársa
A műsorban aktuális hírek és információk is hallhatók. A Kína Virágai Stáb mindenkori célja a tekintélyt érdemlő, kiegyensúlyozott és megbízható hírszerkesztés. A Kína Virágai műsor (mint élő rádióműsor) fő előnye, hogy mindig a személyhez szól, vagyis közvetlen, haladék nélkül képes továbbítani az információkat. Tömören, lényegre törően, élvezhetően, figyelemfelkeltő módon - az élő nyelv követelményeit szem előtt tartva kerülnek a hallgatók elé a hírblokkok, amelyek a kínai és magyar eseményekről ad első kézből tájékoztatást. Hallhatóak a Kínában történt aktuális események is, sajátos információval szolgálva a gazdaság területén dolgozó magyaroknak. Az online internetes hírküldő szolgáltatás a https://web.archive.org/web/20160304211238/http://news.kinainfo.hu/ címen, ingyenesen érhető el: bárki küldhet hírt és információkat a szerkesztőségbe – amely a Kína Magazinban kínai és magyar nyelven is hallható.
Legfontosabb értékek és célok
- Pontosság. Csak valós információ hallható a Kína Virágai műsor élő adásaiban. Általános szabály, hogy minden hírt – a rendkívüli eseményeket mindenképpen – legalább két, egymástól független forrásnak meg kell erősítenie. A Stáb egyértelműen elfogadja, és csak rendkívüli esetben ellenőrzi külön az MTI anyagait, mert az ellenőrzést a távirati iroda hivatalból elvégzi. Hasonlóképpen kezeli a saját tudósítói vagy kollégái, partnerei által közölt információit. Minden szokásostól eltérő forrást külön jelöl a hírek fejlécében, saját, belső információként. A hírben magában csak akkor említ hírforrást, ha nem egészen biztos annak tartalmában. Etikai, szerzői jogi okokból is indokolt a forrás megnevezése, ha exkluzív információról van szó. Ebben az esetben a forrás közlése nem tekinthető az adott médium reklámozásának.
- Pártatlanság. Fontos elv és követendő gyakorlat, hogy a Kína Virágai Stábja távolságot tart a politikától, politikai pártoktól, érdekképviseleti szervektől. Hírszerkesztő (és a Kína Virágai Stáb tagjai sem) nem a saját véleményét, állásfoglalását közli, illetve szövi bele a hírbe, híradásba: vita esetén nem állhat egyik fél mellé sem, vagyis elengedhetetlen a tárgyilagos tájékoztatás. A pártatlanságot a híradások folyamán terjedelemben (műsorpercben) is biztosítani kell, természetesen a hír fontosságának függvényében. Tartózkodik a minősítésektől, amely a hallgatók dolga.
- Kiegyensúlyozottság. Vitában, konfliktushelyzetben mindig megszólítja a másik (harmadik, negyedik…) felet is. Ez általában csak a hírfolyam egészében biztosítható, de visszautalással érzékeltethetőek az előzmények. A nyilvános vitában minden odatartozó nézetnek helyt ad, bizonyos időn belül. A hír általában adható akkor is, ha valamelyik felet nem lehet elérni. Reagáltatni a következő adásban is lehet.
- Korrektség. A nyilatkozót (adott esetben riportalanyt) nem vezeti félre. Külső riportoknál a mondanivalót úgy szerkeszti, vágja, hogy az megőrzi valóságosságát, mint a nyilatkozó tényleges álláspontjának a lényegét. A szerkesztés nem torzítja a nézeteket.
- Világos fogalmazás. Pontosan fogalmaz, de legalább ennyire fontos a közérthetőség. Mindig szem előtt tartja, hogy ugyanazt az adást széles rétegek hallgatják egyszerre: idősek, fiatalok, képzettek és kevésbé képzettek. A hírszerkesztő dolga, hogy mindenki számára egyformán érthetően és tartalmasan megfogalmazza az esemény lényegét. A hír(adás) tárgyszerű műfaj a Kína Virágai Stáb számára is: kerüli a dramatizáló, szenzációhajhász jelzőket, de szereti, ha a fogalmazásmód üde, érdekes, változatos, nem hivataloskodó, közel áll a köznapi beszédhez.
- Szakszerűség. Sok esetben magyarázat kell ahhoz, hogy mindenki megértse, miért fontos és érdekes, ami történt. A hírben ez ritkán lehet több egy mondatnál. Néha azonban előfordul, hogy maga a hír egyetlen mondat (vagyis a lead) – a többi háttér, magyarázat. Ebben az esetben sem felejti el, hogy ez sem tükrözheti magánvéleményt. A szakszerűség abból a szempontból is fontos a Stáb számára, hogy ha egy hallgató a saját szakterületén tévedésen vagy pontatlanságon kapja a hírszerkesztőt, akkor a későbbiekben más témákban is feltételezni fogja, hogy az adott médium információi nem megbízhatóak. Ennek elkerülésére a hírekkel komolyan foglalkozó adók szakriportereket foglalkoztat, akik nemcsak jó újságírók, de egy-egy szakterületnek (például az egészségügynek, repülésnek vagy éppen a parlamenti viszonyoknak) is avatott ismerői.
- Gyorsaság. Bár a heti egy alkalommal jelentkező élő műsor behatárolja lehetőségeket, azonban a gyorsaság, pontosság és a fontosság szempontjai keresztezik egymást. Látható, hogy a munka során nincsenek „fekete-fehér” helyzetek, éppen a felelős szerkesztő feladata az ellentétes szempontok kezelése.
- Érzékenység. Ez a szempont általában a kisebbségi, illetve bármilyen „mássági” ügyek kapcsán kerül elő. Tiszteletben tartja a kulturális, vallási és egyéb sokféleséget, amely minden társadalomra jellemző. Ugyanez igaz az emberek magánéletére is. Úgy fogalmaz, hogy a szavak ne sértsék a kisebbségeket, a hátrányos helyzetű embereket, csoportokat.
- Hatékonyság. Állandóan magas színvonalú munkát vár el az együtt dolgozó munkatársaktól. Ennek alapja a megfelelő szakmai tapasztalat (hozzáértés) és rutin – ez azonban önmagában soha nem elegendő. A minőségi szerkesztés rendszeres és folyamatos felkészülést igényel. Ennek feltételeit (terhelhetőség, munkaidő, beosztás) beépíti a műsorok szerkesztési feladataiba is. A rendszeres – adáson kívüli – felkészülés mellett szükséges az alkalmankénti, nagyobb lélegzetű továbbképzések biztosítása is, annak érdekében, hogy a hírek, hírműsorok szolgáltatása ne váljon lélektelen rutinfeladattá.

A Stáb tagjai a fenti alapelvekben hisznek, a valós tájékoztatásban pedig elkötelezettek. Az alapelvek azért követhetők, és válnak hatásos eszközévé az újságírói munkának, mert a hírszerkesztés egy működő szerkesztőségi rendszerben áll, megkapva minden szükséges szakmai-, és háttértámogatást. A Stáb egy Csapat, még akkor is, ha maga a szerkesztő(k) formálisan egyedül dolgozik (dolgoznak). Bizonyos kérdésekben, ügyek kezelési módjában pedig elkerülhetetlen egy egységes szerkesztőségi álláspont kialakítása, hiszen ellenkező esetben ez a Kína Virágai Stáb (és ezzel együtt a Kínai Kulturális és Művészeti Központ) megítélését rontja, ha a szerkesztőség különböző tagjai különböző gyakorlatot követnek.

### Kína Virágai és zenei világa
Olyan zenéket ad közre, amelyek más rádiókban nemigen hallgathatók. Törekszik arra, hogy élő – a stúdióban játszott – zenéknek is helyt adjon, így a hangszerek, s nem a gépek által előállított zenék kerülnek előtérbe. Alapvetően kerüli – de a kínai / délkelet-ázsiai zenekultúrát bemutatandó alkalmanként hangot adva - az aktuális kínai slágereknek, bemutatja a keleti (kínai) disco-, rap-, party zenék, illetve a musical, az operett műfajait – elismerve, hogy ezek is lehetnek értékes felvételek. A zenei blokkokban a felvételeket végigjátssza, a műsorvezetők általában nem beszélnek rá, és nem szakítják meg azokat. Műsorok során mindig a témához illeszkedő, „magyar fülnek” is hallgatható, kiváló hangszerelésű zenéket adu közre – amelyek dinamikája szorosan illeszkedik a műsor aktuális témájához is.
Kína Virágai műsor hangzásvilágának része a természetes hanglejtésű, magyar hangsúlyrendszerű beszéd, ha ezt az elhangzó gondolat úgy kívánja az alkalmi csend; a szignálok, amelyek műsorkezdetnél és a műsor végén hallhatóak. Minden jelentősebb műsorrésznek saját szignálja van, illetve alkalmaz a spotokat is, amelyek a beszélgetések közben információt adnak az elérhetőségeinkről, aktuális témákról – 10 / 30mp-ben.
A Műsorkészítők a Kína Virágai hivatalos honlapján létrehoz és folyamatosan bővít egy online zenei listát, amelyen szavazhatnak, valamint kérhetnek is a hallgatók, az adások alatt pedig online szerkeszthetik a műsor zenei tartalmát.

### A Hallgatók és a műsorvezetők viszonyáról
A Kína Virágai műsort a Kínai Kulturális és Művészeti Központ Vezetősége által delegált tagok – valamint egyes esetekben (ciklusokban) önkéntesek készítik. Munkájukért pénzt nem kapnak.
Nagyon fontos a hallgatókkal, a vendégekkel, a riportalanyokkal való partneri kapcsolat, ezért természetes, közvetlen viszony és hangnem kialakítására törekszik. Alapvető fejlődési irány, hogy a Kína Virágai műsorok egyre interaktívabbá vállnak, minél jobban bevonva a hallgatót az adásokba. Fontos törekvés ezért, hogy a Stáb és a műsorvezetők minden helyzetben megőrzik a hallgatók és a maguk méltóságát is. Kerülik a természetellenesen ünnepi, patetikus, drámai hangnemet, a heroikus jelzőket. A hallgatók megszólítása általában tegező, közvetlen. Ügyelve arra, hogy a műsorokban megszólalók - ha csak valami miatt nem ragaszkodnak az anonimitáshoz - teljes nevükön szerepeljenek. Ugyanakkor a kereskedelmi rádiók "kiskegyedes", mindig, minden helyzetben dögös, "happys" hangnemét a maguk számára nem fogadják el.

### Szerepek és feladatkörök
- Főszerkesztő (művészeti vezető)
- Adásszerkesztő
- Műsorvezető / műsorvezetők
- Technikus, hangmérnök
- Alkalmi segítők, tudósítók